# ۱۰ آپر بانک استریت
۱۰ آپر بانک استریت (انگلیسی: 10 Upper Bank Street) یک آسمان‌خراش در شهر لندن، انگلستان است.
این آسمان‌خراش که در ناحیه کنری وورف در منطقه تاور هملتس لندن قرار دارد در سال ۲۰۰۳ افتتاح شده است، این برج دارای ۳۲ طبقه و ۱۵۱ متر ارتفاع می‌باشد.